# Thủy điện Cần Đơn
Thủy điện Cần Đơn là công trình thủy điện xây dựng trên sông Bé, tại vùng đất xã Đa Kia huyện Bù Gia Mập (trước đây là huyện Phước Long), và xã Thanh Hòa huyện Bù Đốp, tỉnh Bình Phước, Việt Nam .
Thủy điện Cần Đơn có công suất lắp máy 77,6 MW với 2 tổ máy, khởi công tháng 5/2000, hoàn thành tháng 1/2004 .

## Hồ chứa nước
Công trình có diện tích lòng hồ gần 36 km², diện tích lưu vực là 3.225 km², bao gồm hai nhánh sông, trong đó sông Đăk Huýt có lưu vực gần 900 km² và phần còn lại có lưu vực hơn 2.000 km² là các nhánh sông Đăk Glun, Đăk Oa, Đăk R'lấp phía thượng nguồn của thủy điện Thác Mơ. Hồ của thủy điện Thác Mơ đảm nhận điều tiết lưu lượng nước cho hồ Cần Đơn .

## Cấp nước nông nghiệp
Theo Công ty Cổ phần thủy điện Cần Đơn thì năm 2010 "Dự án cung cấp nước phục vụ tưới tiêu cho 4.800 ha đất nông nghiệp trong mùa khô cho các huyện Bù Đốp, Lộc Ninh lấy từ hồ Cần Đơn đang được Chi cục Thủy lợi Bình Phước gấp rút hoàn thành đưa vào sử dụng" . Tuy nhiên dự án được duyệt năm 2007 nhưng đến năm 2015 sự khô hạn vẫn bao trùm .

## Sông Bé
Sông Bé bắt nguồn từ hồ thủy điện Thác Mơ, chảy qua các tỉnh Bình Phước, Bình Dương và Đồng Nai, đổ vào sông Đồng Nai tại nhà máy thủy điện Trị An .